# Kathleen Kern
Kathleen Kern (* 9. September 1975 in Rostock als Kathleen Stark) ist eine ehemalige deutsche Turnerin.

## Biografie
Kathleen Kern nahm im Alter von 16 Jahren an den Olympischen Sommerspielen 1992 in Barcelona teil. Sie konnte sich jedoch für keines der Gerätefinals qualifizieren. Im Einzelmehrkampf belegte sie den 32. Platz und im Mannschaftsmehrkampf wurde sie mit dem westdeutschen Team Neunte. Ein Jahr später wurde sie am Schwebebalken Deutsche Meisterin. 
1996 folgten fünf weitere Deutsche Meistertitel und ein sechster Platz bei den Weltmeisterschaften, wodurch sie sich für sich erneut für die Olympischen Sommerspielen 1996 in Atlanta qualifizierte. 
Nach den Spielen schloss sie ihre Ausbildung zur Physiotherapeutin ab und heiratete den Arzt und ehemaligen Turner Ralph Kern.